# Stigmacros sordida
Stigmacros sordida är en myrart som beskrevs av Mcareavey 1957. Stigmacros sordida ingår i släktet Stigmacros och familjen myror. Inga underarter finns listade i Catalogue of Life.